# Solcitani
Les Solcitani ou Sulcitani  sont une tribu antique de Sardaigne.

## Histoire
Décrits par Ptolémée (III, 3), les Solcitani habitaient l'extrémité méridionale de l'île aussitôt au Sud des Neapolitani et des Valentini. Leur capitale était Sulki, située près de l'actuelle Sant'Antioco.